# 1999年民主進步黨總統提名選舉
民主進步黨第十任總統提名選舉，於1999年7月10日於民主進步黨臨時全國黨代表大會舉行。本屆總統提名選舉，民主進步黨一改過往的「登記制」，於1999年5月9日所舉行的民主進步黨第八屆第二次全國黨代表大會，通過「公元兩千年總統副總統候選人提名條例」，以「推薦制」推舉總統候選人，具有推薦資格的黨員為現任及曾任黨主席、現任中執委與中評委、立委及國代、縣市長，獲得40位黨公職幹部推薦者，方具有被提名資格，若僅有一人通過推薦門檻，須有黨代表二分之一以上出席，出席代表五分之三以上同意，才能成為總統候選人，若有二人以上通過推薦門檻，則舉行第二階段初選，由黨員投票，具有推薦資格的黨公職幹部總計有199位。
提名推薦工作自1999年5月13日至5月26日舉行，最終前臺北市市長陳水扁獲得168份推薦書，時任民進黨主席林義雄獲得1份推薦書，唯一通過推薦門檻的陳水扁則於1999年5月28日向黨中央遞交「總統候選人同意書」。1999年7月10日舉行的民主進步黨臨時全國黨代表大會，529名黨代表中有417人報到，出席率78.83％，總統候選人提名同意權行使時有391名黨代表出席，出席黨代表全數同意陳水扁為民主進步黨第十任總統候選人，陳水扁正式獲得提名。而在副手方面，陳水扁於1999年12月10日宣布時任桃園縣縣長的呂秀蓮為其副手。
由於熱門總統候選人人選陳水扁受制於「四年條款」（四年內不得參選不同公職），原本並無獲得總統候選人提名的可能，故本屆總統候選人提名，民主進步黨中央以「臨時條款公元兩千年總統副總統候選人提名條例」（即臨時條款）凍結原有的「公職候選人提名條例」，使得陳水扁得以解套，但此一過程中，也導致原先積極爭取民進黨總統候選人提名的前民主進步黨主席許信良，於1999年5月7日發表告別民進黨演說《 同志們，讓我們在此分手吧！》，宣佈退黨。